# Archosauriformes
Az Archosauriformes (ógörög „uralkodógyík-formájúak”) a diapsida hüllők egy kládja, amely a késő perm földtörténeti kor idején jött létre.
E hüllők, amelyek közé például a Proterosuchidae család is tartozott, krokodilszerű, másfél méter körüli testnagyságú félvízi ragadozó állatok voltak, kifelé forduló könyökkel és hosszú orral. Therapsida kortársaik zömétől eltérően a proterosuchidák túlélték a perm-triász kihalási eseményt a perm időszak végén  mintegy 250 millió évvel ezelőtt, talán mert alkalmazkodóbb dögevő életmódot folytattak, vagy talán mert visszavonulhattak a klíma túlhevülése ellen védelmet jelentő vízbe. Mindezek feltevések, annyi azonban biztos, hogy az Archisauroformes sikeresen alkalmazkodó és a kihalási hullám után gyors fejlődésnek induló csoport volt. Néhány éven belül kifejlődtek belőlük az Erythrosuchidae nevű nagyméretű csúcsragadozó család. Ezek a kisebb méretű Euparkeriidae, amelyekből pedig kialakult a valódi Archosauria. A klád evolúciós időmértékben gyorsan betöltötte a kihalási esemény által üresen hagyott élőhelyek jelentős részét.
Az Euparkeria nem előtti Archosauriformes hüllőket korábban a Thecodontia rend Proterosuchia alrendjébe sorolták, ezt azonban a kladisztika módszerével folytatott vizsgálatok megszüntették, mivel úgy találták, hogy a Proterosuchia parafiletikus csoport. Így az Archosauria előtti taxonokat egyszerűen alapi helyzetű (bazális vagy fejletlen) Archosauriformesként sorolták be.

## Taxonómiájuk
- Osztály Sauropsida
  - Alosztályág Archosauromorpha
    - (nem kategorizált) ARCHOSAURIFORMES
      - Család Proterosuchidae
        - Archosaurus
        - Chasmatosuchus
        - Kalisuchus
        - Proterosuchus
        - Tasmaniosaurus

      - Család Erythrosuchidae
        - Fugusuchus
        - Garjainia
        - Erythrosuchus
        - Shanshisuchus
        - Vjushkovia

      - Család Euparkeriidae
        - Euparkeria

      - (nem kategorizált) Avesuchia
        - Yonghesuchus
        - Család Proterochampsidae
          - Tropidosuchus
          - Cerritosaurus
          - Chanaresuchus
          - Gualosuchus
          - Proterochampsa

        - (nem kategorizált) Archosauria